# Alessia Gennari

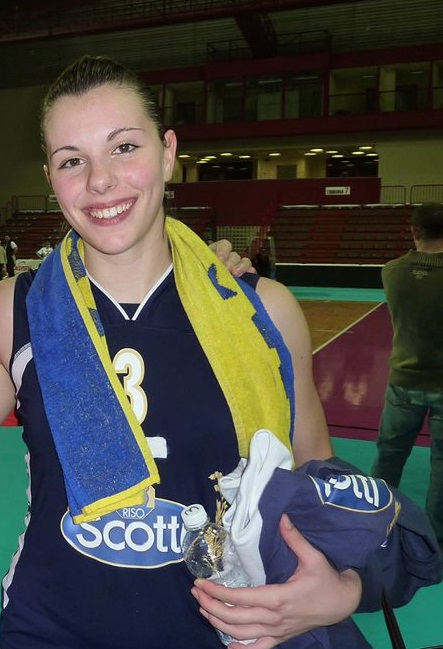
Alessia Gennari zawodniczką Riso Scotti Pawia

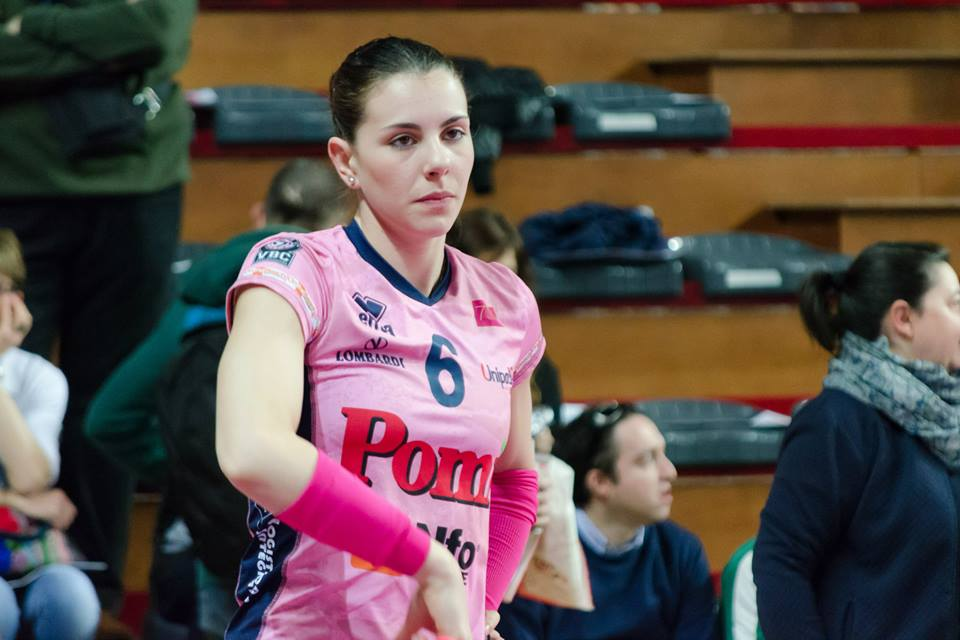
Alessia Gennari zawodniczką Pomì Casalmaggiore

Alessia Gennari (ur. 3 listopada 1991 w Parmie) – włoska siatkarka, reprezentantka kraju, grająca na pozycji przyjmującej.

## Przebieg kariery
| Lata                      | Klub                             |
| ------------------------- | -------------------------------- |
| 2005–2007                 | Anderlini Modena                 |
| 2007–2008                 | Unicom Starker Kerakoll Sassuolo |
| 2008–2011                 | Crovegli Cadelbosco di Sopra     |
| 2011–2012                 | Riso Scotti Pawia                |
| 2012–2013 (do 14.01.2013) | Rebecchi Nordmeccanica Piacenza  |
| 2013 (od 15.01.2013)      | Chieri Volley                    |
| 2013–2015                 | Pomì Casalmaggiore               |
| 2015–2017                 | Foppapedretti Bergamo            |
| 2017–2021                 | Unet e-Work Busto Arsizio        |
| 2021–2022                 | Vero Volley Monza                |
| 2022–                     | Imoco Volley Conegliano          |

## Sukcesy klubowe
Mistrzostwo Włoch:
- 2015, 2023[3], 2024[4]
- 2022[5]

Puchar Włoch:
- 2016, 2023[6], 2024[7]

Puchar CEV:
- 2019

Superpuchar Włoch:
- 2022[8], 2023[9]

Klubowe Mistrzostwa Świata:
- 2022[10]

Liga Mistrzyń:
- 2024[11]

## Sukcesy reprezentacyjne

### juniorskie
Mistrzostwa Europy Kadetek:
- 2007

### seniorskie
Igrzyska Śródziemnomorskie:
- 2013

Mistrzostwa Europy:
- 2021

Liga Narodów:
- 2022[12]

Mistrzostwa Świata:
- 2022[13]

## Nagrody indywidualne
- 2007: Najlepsza atakująca Mistrzostw Europy Kadetek
- 2007: MVP Girl League